# Place de la Bourse (Paris)
Pour les articles homonymes, voir Place de la Bourse.
La place de la Bourse est une place de Paris située dans le 2e arrondissement.

## Situation et accès
Ce site est desservi par la ligne 3 à la station de métro Bourse.

## Origine du nom
Elle doit son nom au palais de la Bourse, édifié sur son emplacement entre 1807 à 1825.

## Historique
Elle est ouverte par le décret ministériel du 15 février 1809, à la même époque que le palais de la Bourse, en absorbant une partie de la rue des Filles-Saint-Thomas.
Durant les Trois Glorieuses, la place fut le théâtre d'affrontement entre les insurgés et la troupe.
Elle prend officiellement sa dénomination actuelle par un décret ministériel du 21 juin 1844.

## Bâtiments remarquables et lieux de mémoire
- Palais Brongniart : inauguré en 1825.
- Théâtre du Vaudeville (ex-Nouveautés) : inauguré le 1er mars 1827, démoli en 1869.

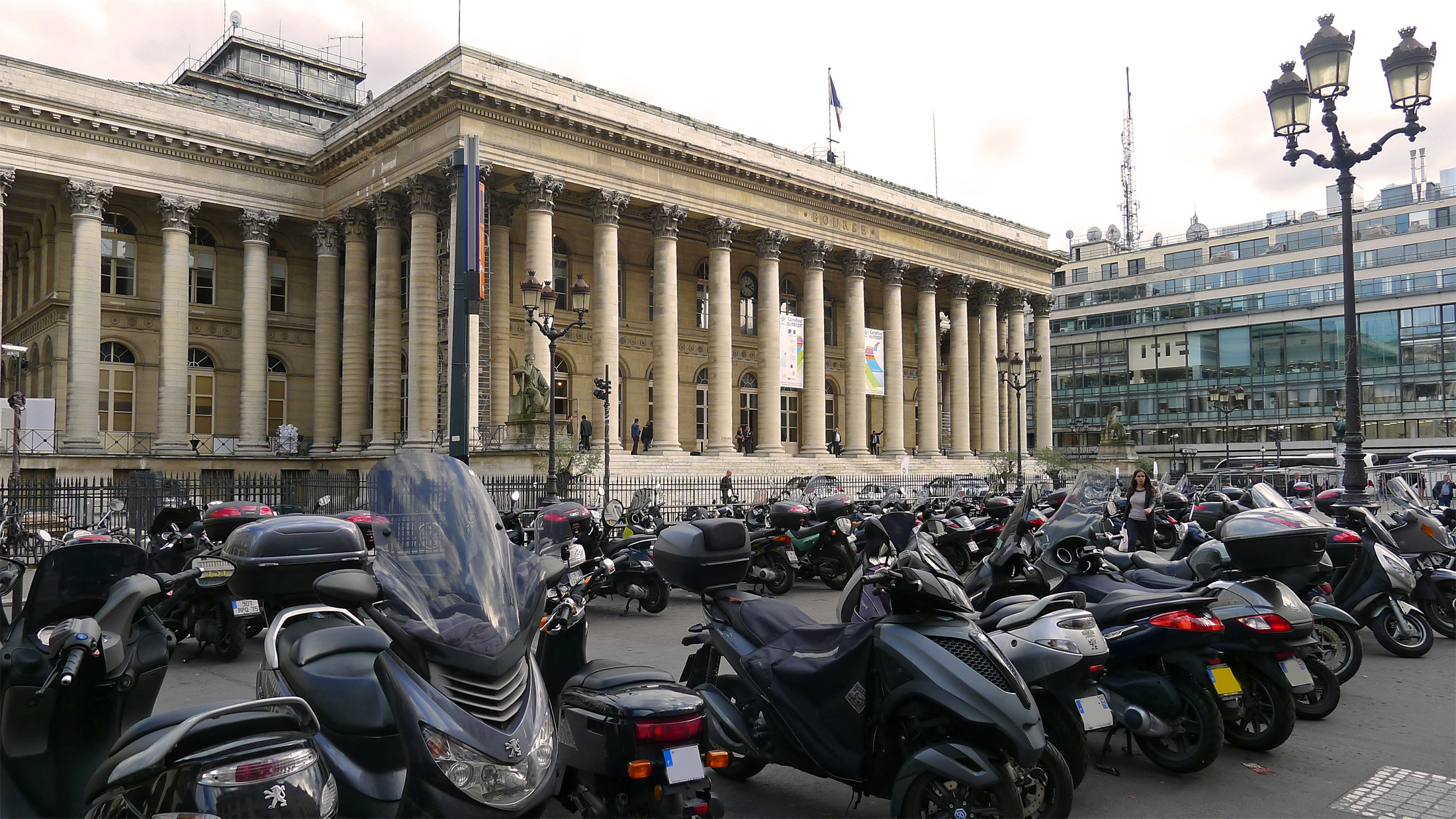
La place de la Bourse (2013) et le palais Brongniart.
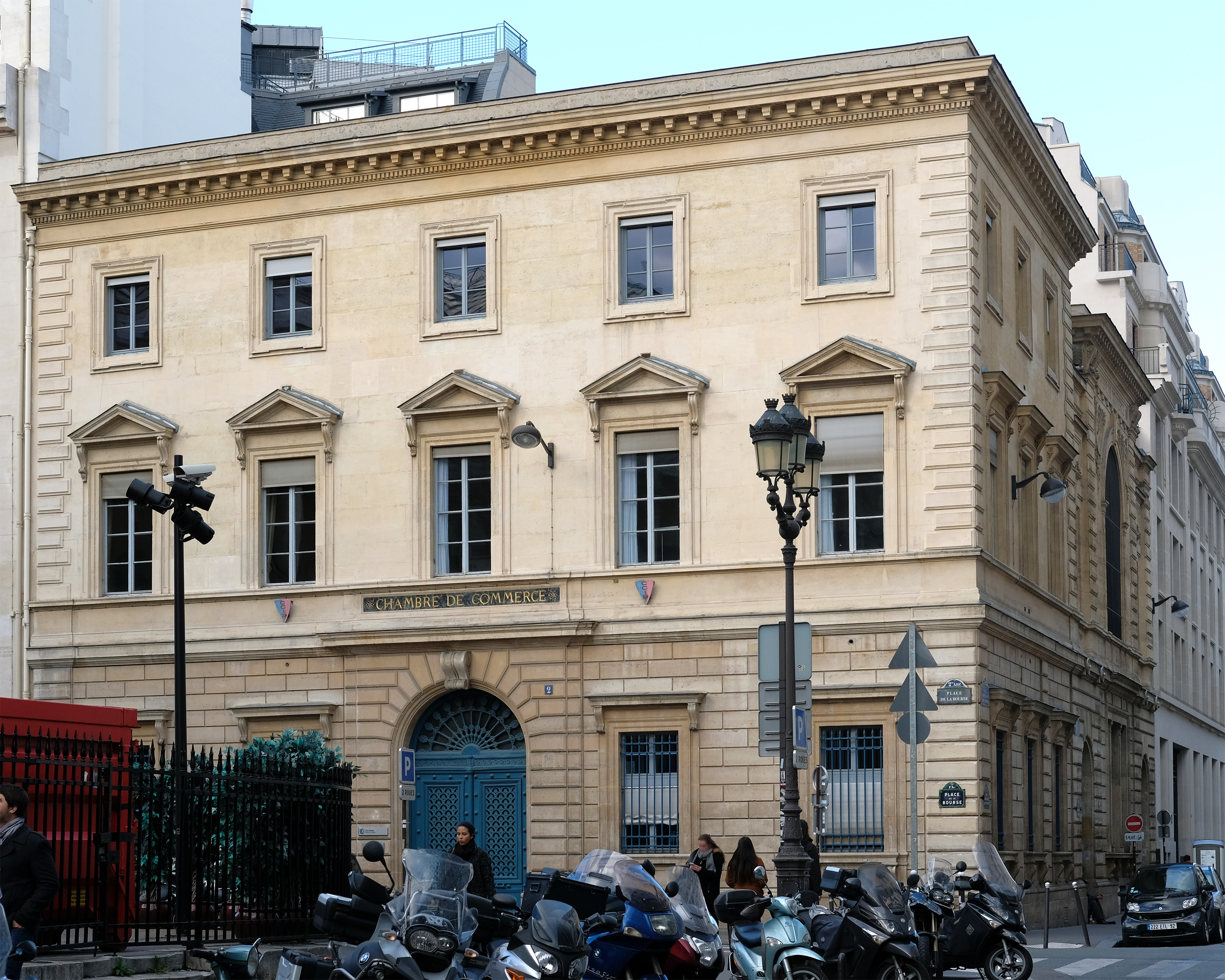
No 2 : immeuble néo-palladien de la CCIP.
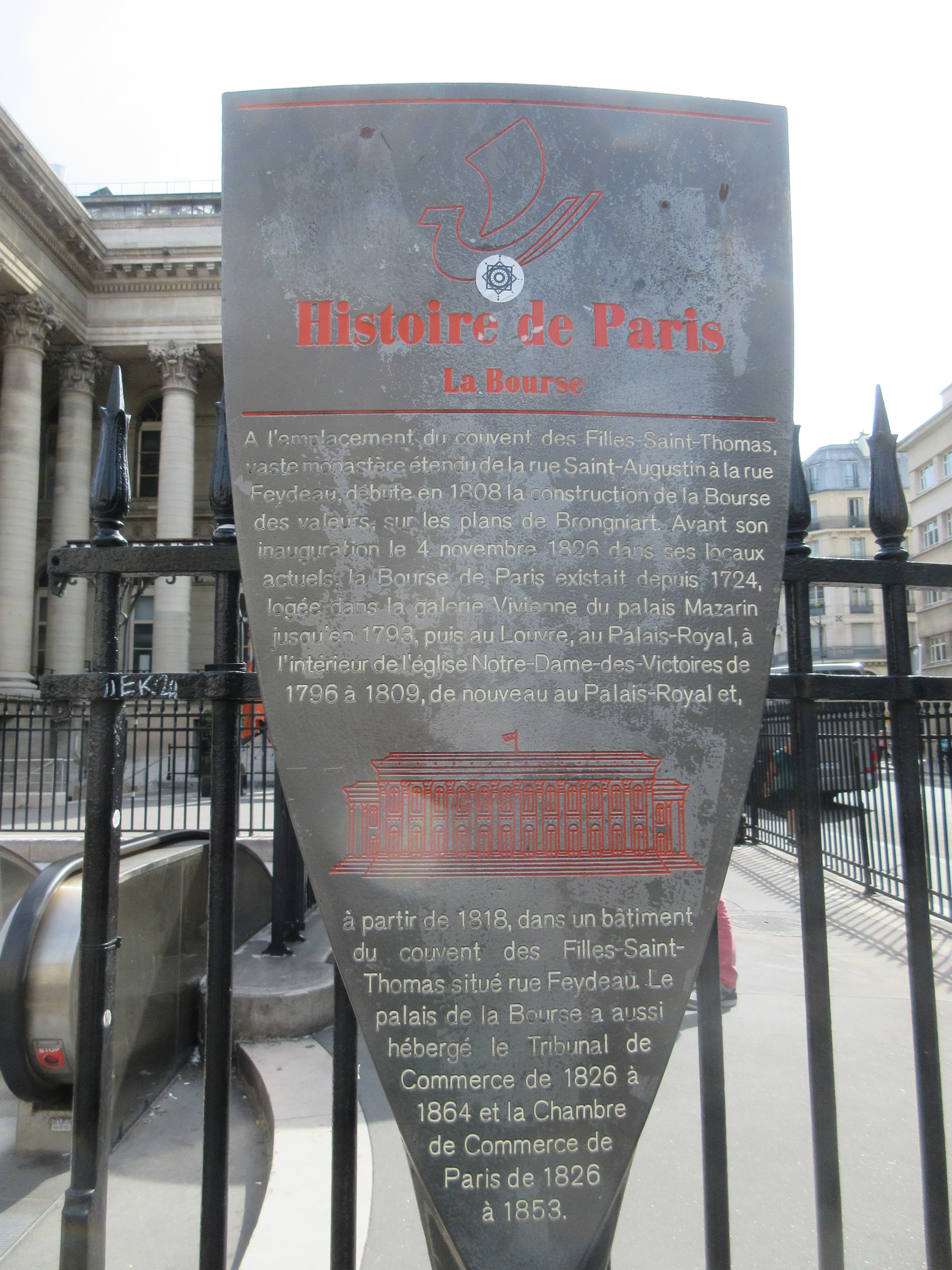
Panneau Histoire de Paris « La Bourse »

Quelques adresses de la place au XIXe siècle :
- no 2 : chambre de commerce et d'industrie de région Paris - Île-de-France ;
- no 4 : chambre syndicale des agents de change[1] ;
- no 5 : une des premières agences de presse, l'Office-Correspondance, en 1830 ;
- nos 6-8 : bureau de poste ;
- no 9 : agence de presse Fournier[2] ;
- nos 10-12 : quotidien L’Information, dans le futur immeuble du Nouvel Observateur ;
- no 11 : Régie des tabacs ottomans[3] ;
- no 13 : agence d'information Havas et Restaurant Champeaux ;
- no 15 : Café des arcades ;
- no 31 : Gazette des chemins de fer, ainsi que l'agent de change Desfossés et son Cours de la Bourse et de la Banque. Edmond Labbé y est né ;
- no 40, rue Notre-Dame-des-Victoires (adresse actuelle) : Brasserie Gallopin, fondée en 1876 par Gustave Gallopin.
- No 29, rue Vivienne :
  - successivement théâtre des Nouveautés, Opéra-Comique, théâtre du Vaudeville puis restaurant Vaudeville ;
  - Café Gobillard, juste en face du Restaurant Champeaux.

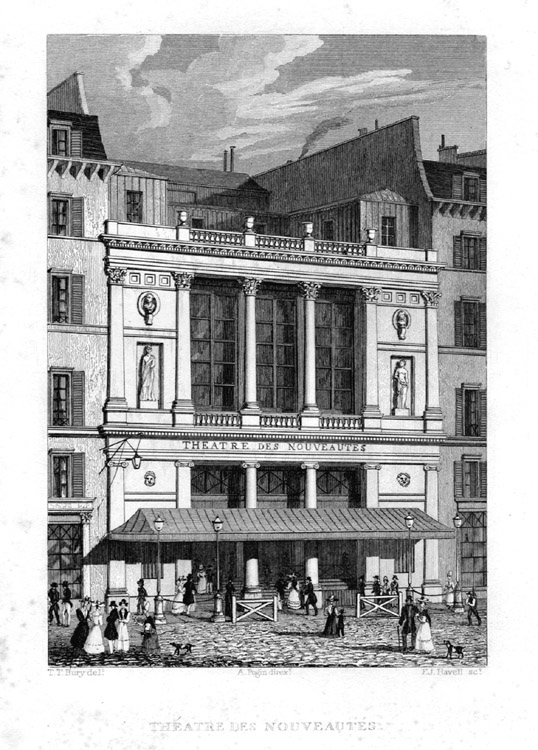
Le théâtre des Nouveautés vers 1827.
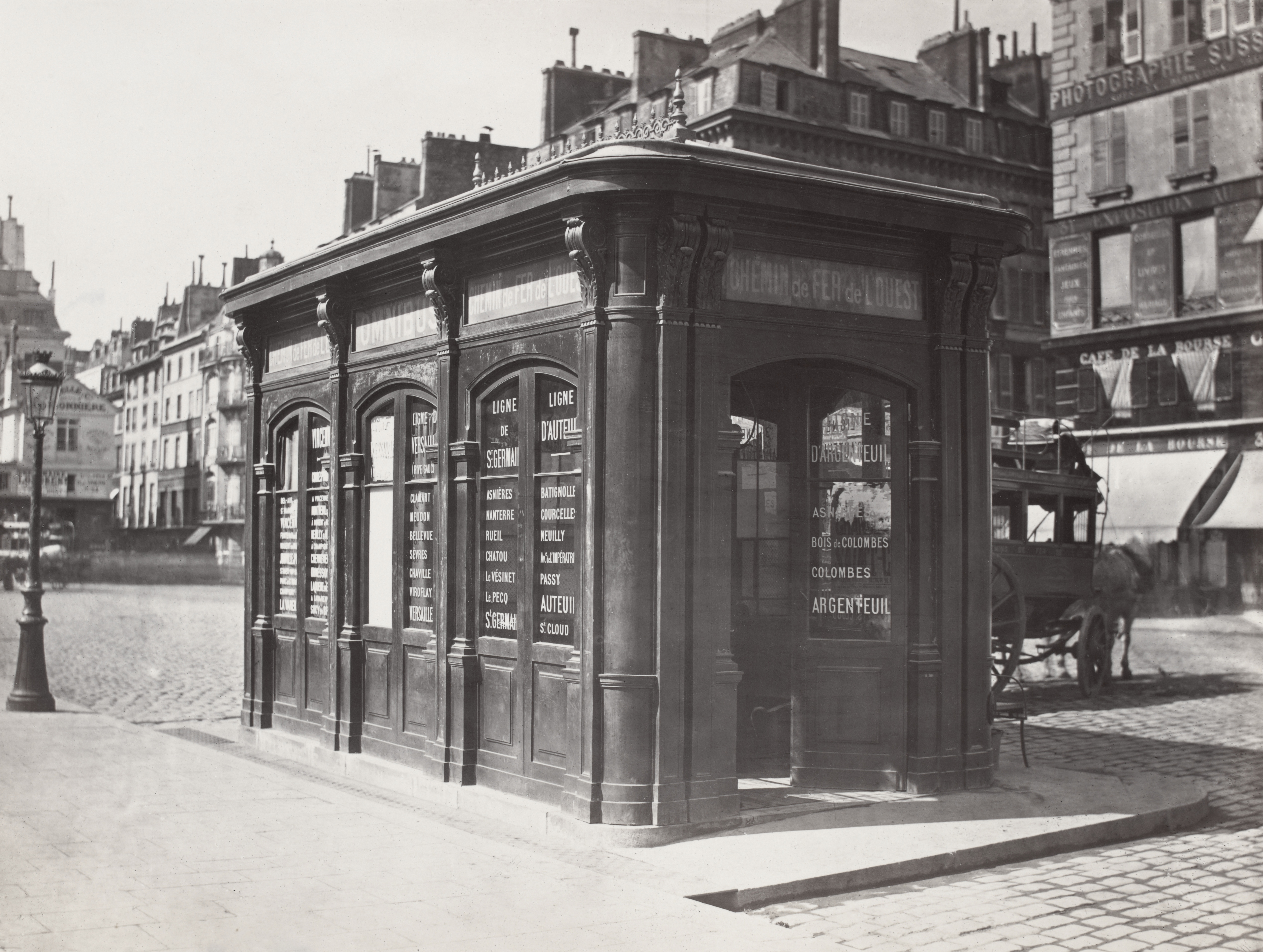
Bureau d'omnibus de la Cie générale vers 1865 (cliché de Charles Marville).

## Dans la littérature
L'Argent, roman d'Émile Zola publié en 1891, décrit minutieusement l'intense activité de la place de la Bourse peu avant son apogée : arrivant par les quatre coins, alors que la rue du 4-Septembre et la rue Réaumur n'ont pas encore été percées, un ballet de fiacres et d'omnibus sillonne une grande place couverte de marronniers et de bancs, parcourue de rumeurs et négociations, dans les commerces (papetier, pâtissier), banques, médias, cafés et restaurants disposés tout autour. Au milieu, les prestigieux coulissiers sont assis en arc de cercle, autour de l'horloge, sous les arcades du palais Brongniart, tandis qu'une Bourse des pieds humides se tient de manière plus informelle mais tout aussi régulière dans le jardin en contrebas, pour l'échange des « titres déclassés ». À l'intérieur du palais Brongniart, le très convoité marché à terme de la corbeille, et un peu plus loin celui du comptant, moins recherché car il permet des gains moins rapides.

## Pour approfondir